# Unione Sportiva Ariano
L'Unione Sportiva Ariano è una società calcistica con sede nella città di Ariano Irpino e avente per colori sociali il bianco e l'azzurro e per simbolo il Tricolle (la triplice altura su cui sorge il centro storico cittadino).
Fondata nel 1946, l'US Ariano fu radiata per fallimento nel 1951 ma venne ricostituita nel 1958. A decorrere dal 1983 la società acquisì la denominazione di Unione Sportiva Ariano Valle Ufita, che dal 2000 fu nuovamente mutata in Unione Sportiva Ariano Irpino. A partire dal 2006 la sede sociale fu trasferita altrove, mentre l'estinzione societaria ebbe luogo nel 2009 a seguito di fusione con altra società calcistica provinciale. La sua eredità fu inizialmente raccolta da una compagine cittadina minore, fino al 2022 quando l'US Ariano fu rifondata.

## Storia

### Dalle origini agli anni settanta
Nel 1946 vi è una partita amichevole tra l'US Ariano e l'Inter, conclusasi con il punteggio di 1-1.
Nei primissimi anni di vita l'Ariano prende parte per tre stagioni consecutive al campionato di Promozione Interregionale, equivalente dell'attuale Serie D. Al primo colpo, nel 1948/49, sfiora la promozione in Serie C, arrivando primo nel suo girone (prevalentemente pugliese e lucano) a pari punti con Biscegliese e Manduria; sono necessari gli spareggi per decretare la vincitrice del girone, che a sua volta giocherà gli spareggi contro altre squadre provenienti da altri gironi per salire di categoria. L'Ariano, però, non riesce a farcela vincendo solo col Manduria e chiudendo secondo. Gli anni seguenti i biancazzurri non riescono a ripetersi e nel 1951 sopraggiungono problemi finanziari, che portano alla radiazione.
A distanza di alcuni anni la squadra viene rifondata e sul finire degli anni Sessanta inizia la sua scalata. In particolare nel 1969/70 e 1970/71 è protagonista di un doppio salto di categoria dalla Seconda Categoria alla Promozione. Dopo l'immediata retrocessione del 1971/72, nel 1972/73 l'Ariano torna nuovamente in Promozione dopo uno spareggio vinto contro il Poggiomarino.
Una fase positiva per l'Ariano si delinea a cavallo tra gli anni '70 e '80. Dopo numerosi campionati di Promozione (la maggiore categoria dilettantistica del tempo) giocati con un blocco di calciatori provenienti dalla città stessa e dal foggiano, nella stagione 1980/1981 arriva finalmente il salto di categoria. Nel girone C del campionato di Promozione, l'Ariano finisce al secondo posto alle spalle dell'Angri (che giunge primo e sale in Interregionale). La posizione costringe gli arianesi agli spareggi contro le altre compagini degli altri gironi; l'Ariano riesce prima a superare la Viribus Unitis e poi a pareggiare all'ultimo minuto la gara contro la Boys Caivanese, centrando così la prima promozione nel Campionato Interregionale, massimo campionato dilettantistico italiano dell'epoca ed equivalente all'attuale Serie D.

### Gli anni ottanta
Dopo la vittoria del campionato 1980-1981 ha inizio una fase che vedrà l'Ariano disputare sei stagioni consecutive in Interregionale. L'esordio (nel campionato 1981-1982) vede gli irpini partecipare al girone I, composto prevalentemente da compagini campane e calabresi, con un esito positivo raggiungendo il quarto posto, alla pari con il Castrovillari, nel girone vinto dalla Gioiese.
Nella stagione 1982-1983, con la squadra nel girone G quasi esclusivamente a sfondo campano (con minoranze abruzzesi, molisane e laziali), l'Ariano chiude sesto alla pari con Acerrana e Gaeta. Il girone è vinto dall'Ischia.
Il campionato 1983-1984, con la nuova denominazione di US Ariano Valle Ufita e sotto la presidenza di Vincenzo Graziano, è il migliore tra quelli disputato dagli arianesi, che però mancano una storica promozione nel calcio semiprofessionistico cedendo nello sprint finale e finendo terzi alla pari con la Puteolana, ben distanziati dal Gladiator, vincitore del girone H, girone esclusivamente campano.
Ben diverso è il campionato 1984-1985, con l'Ariano che nel girone H (pugliesi e abruzzesi fanno da padroni), chiude ottavo a 4 punti dalla zona retrocessione. Il girone viene vinto dall'Angizia Luco.
Anche nel 1985-1986 l'Ariano si salva per 4 punti, finendo quart'ultimo nel girone G (a sfondo quasi totalmente laziale), vinto dal Latina.
L'ultima stagione in Interregionale è la stagione 1986-1987. Ancora nel girone G (stavolta vi sono molte compagini abruzzesi e molisane oltre che laziali), l'Ariano retrocede per differenza reti, dopo aver chiuso a pari punti con Formia e Virtus Mondragonese. Il girone è vinto dal Celano Marsica.

### Gli anni novanta
Da questo momento l'Ariano gioca in Promozione prima e in Eccellenza poi (l'Eccellenza nasce nella stagione 1991-1992). Sono anni senza infamia e senza lode, in cui però quasi si rischia di essere superati nelle gerarchie dai rivali del Grotta, che nel 1992/93 sfiorano la promozione in Serie D. Nel 1996-1997 arriva anche la retrocessione dall'Eccellenza alla Promozione, dopo quella scampata due stagioni prima solo grazie a un ripescaggio.
Nel frattempo la società muta il nome in Unione Sportiva Ariano Irpino e nella stagione 1999-2000 è promosso nel campionato di Eccellenza, chiudendo davanti ai rivali dell'Eclanese.

### Gli anni duemila
Dopo un onorevole quarto posto nel 2000/01, nella stagione 2001-2002, al termine di un campionato combattuto contro i rivali del Solofra (e fino ad un certo periodo anche con il Sapri), l'Ariano vince il campionato di Eccellenza con sei lunghezze di vantaggio sui solofrani ed ottiene la promozione in Serie D, compiendovi un ritorno dopo quindici anni.
Nella stagione 2002/03 l'Ariano è inserito nel girone H, quasi completamente pugliese con minoranze campane e lucane (il girone sarà vinto dal Melfi). Dopo un negativo girone d'andata, l'Ariano riesce nel ritorno ad evitare la retrocessione diretta. Le nuove regole impongono la disputa dei play-out: l'avversaria dell'Ariano è il Potenza S.R.L., e nell'andata ad Ariano c'è vittoria per 1-0 per i biancoazzurri; nel ritorno di Potenza si ripete lo stesso risultato a ruoli invertiti. La regola vuole che a parità di reti realizzate tra andata e ritorno retrocede la peggio piazzata nella stagione regolare. L'Ariano, avendo chiuso quindicesimo (il Potenza era quattordicesimo), retrocede immediatamente in Eccellenza. In estate scoppia il caso Catania, che porta al ripescaggio di quattro squadre in Serie B e ha ripercussioni anche nei campionati minori, Serie D compresa. Tra gli effetti di questo scossone si ha il ripescaggio dell'Ariano in Serie D.
Nel 2003/04 l'Ariano stavolta è inserito nel girone I, a sfondo calabrese e siciliano per la maggiore. L'esito della stagione è il medesimo, almeno nella stagione regolare: quindicesimo posto e stagione da decidere ai play-out contro il Marsala. L'andata ad Ariano Irpino finisce 2-0 per l'Ariano; nel ritorno di Marsala la squadra, sotto di due reti e con la retrocessione alle porte a 5 minuti dalla fine, riesce a rimontare e pareggiare per 2-2, centrando la salvezza. Il girone è, invece, vinto dal Rende.
Nella stagione 2004/05 l'Ariano partecipa al girone G, quasi completamente campano (vincerà la Real Marcianise), e per tutto il girone d'andata ottiene risultati positivi, mentre nelle ultime partite del girone di ritorno la squadra subisce alcune sconfitte e finisce col chiudere al decimo posto, alla pari con Turris e Acerrana.
L'ultima stagione arianese in Serie D è quella 2005/06. La crisi societaria è ormai alle porte e la squadra, inserita nel girone H (campano, pugliese e lucano, vinto dalla Paganese), non riesce mai a uscire dalle ultime posizioni. Non c'è stato un allenatore fisso, comincia la stagione sotto la guida di Antonio Negri, poi con Carmelo Marinaccio, poi ancora con l'ex capitano del Foggia Roberto Carannante ed infine di nuovo con Negri. Finisce il campionato al diciassettesimo posto, retrocedendo direttamente. Finisce così la decima e ultima stagione in Serie D dell'Ariano (quattro più recenti e sei negli anni ottanta).
Nell'estate 2006 alcuni imprenditori di Montella, proprietari della società ASD Montella, acquistano il titolo dell'US Ariano Irpino trasferendone la sede societaria proprio a Montella ma mantenendo la denominazione di US Ariano Irpino (anche se per prassi divenne più nota come Ariano Montella) e consentendo alla squadra di giocare le gare interne ad Ariano Irpino. Nella stagione 2006-2007 l'Ariano Montella chiude al dodicesimo posto (il campionato sarà vinto dalla ASD Comprensorio Gelbison Cilento formazione di Vallo della Lucania), costretto a disputare uno spareggio per evitare la retrocessione in Promozione. Lo spareggio è vinto per 1-0 contro il Saviano sul neutro di Castellammare di Stabia, ottenendo la salvezza. Nel 2007-2008 si ottiene la salvezza (il campionato sarà vinto dal Città di Vico Equense), mentre nel 2008-2009 la squadra arriva al settimo posto.
La successiva scomparsa avviene nell'estate 2009. I proprietari della Scandone di Nusco e dell'Ariano Montella si accordano per la fusione delle due società. Dalla fusione nasce una nuova società denominata Felice Scandone, con sede e campo di gioco a Nusco. Tale vicenda chiude temporaneamente l'esperienza calcistica dell'US Ariano, fino alla successiva rifondazione avvenuta tredici anni più tardi.

### Gli anni duemilaventi
Nell'agosto 2022 l'US Ariano viene rifondata partendo dal campionato di terza categoria campano; al termine della stagione si piazza al secondo posto, conquistando comunque la promozione in seconda categoria dopo la vittoria nella finale play-off conto la Savignanese calcio sotto la guida di Dario Trancucci, ex difensore dell'Ariano in Eccellenza. L'anno successivo l'Ariano viene però ripescato in prima categoria, ufficializzando in panchina Virginio Greco ex numero 1 dell'Ariano negli anni di Eccellenza e Promozione.

## Strutture

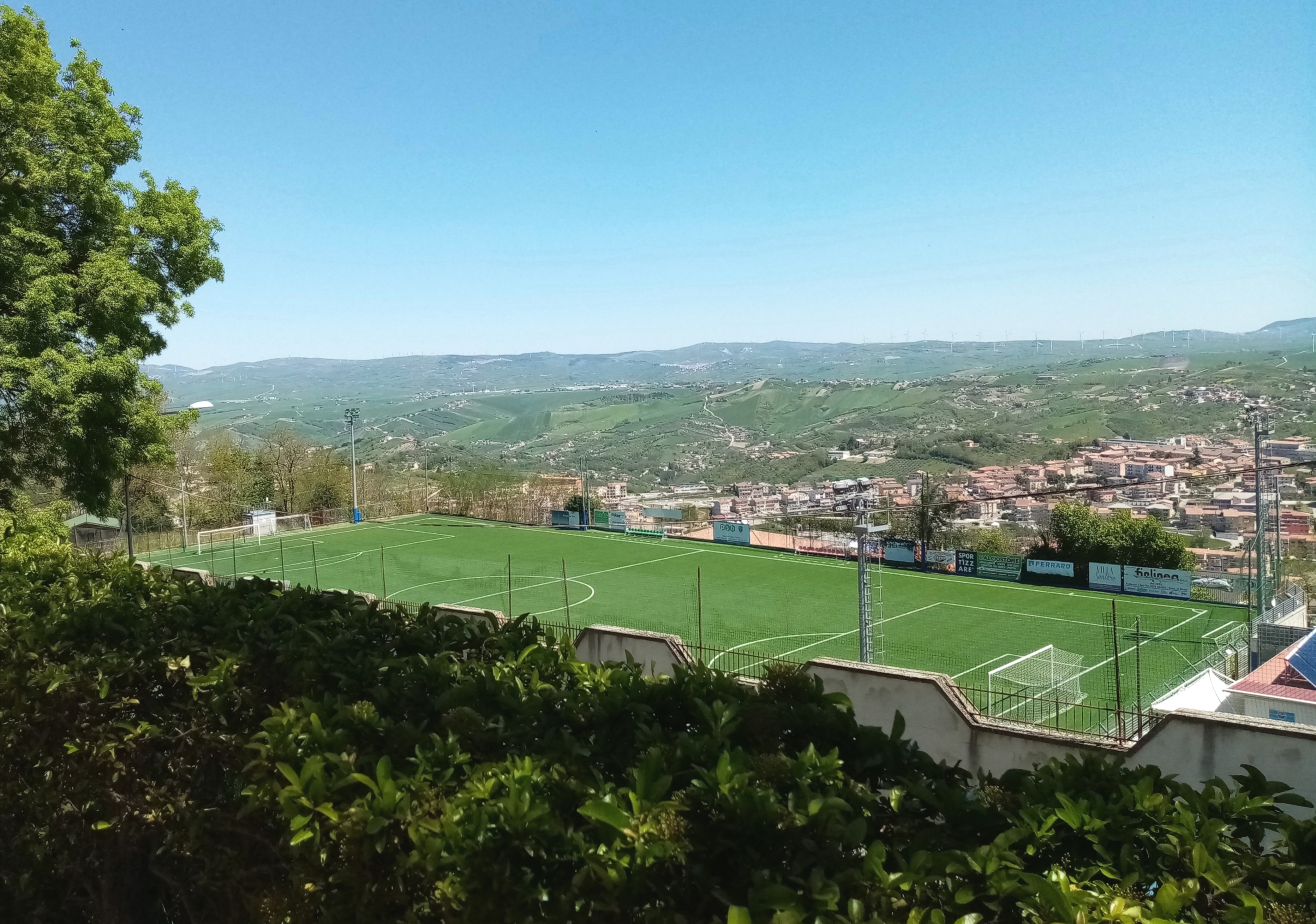
Il campo da gioco dello stadio "Silvio Renzulli" alle falde della villa comunale di Ariano Irpino

### Stadio
Il terreno di gioco dell'Ariano è sempre stato il "Silvio Renzulli" di Ariano Irpino. Lo stadio, con una capienza di 700 posti, è dotato di una tribuna centrale e di una curva alla destra della tribuna stessa; tale curva è riservata alle tifoserie ospiti. Gli altri due lati (di fronte e alla sinistra della tribuna) non sono provvisti di spalti.

## Allenatori e presidenti
- 1946-1966 ...
- 1966-1967  Giulio Negri
- 1967-1968 ...
- 1968-1971  Giulio Negri
- 1971-1972  Rodomonti - Gaetano Vergazzzola
- 1972-1973  Buonpensiero
- 1973-1974  Gaetano Luparella
- 1974-1975  Gaetano Luparella
- 1975-1976  Egidio Foletto - Gaetano Luparella
- 1976-1977  Buonpensiero
- 1977-1978  Buonpensiero - Silvano Scarnicci
- 1978-1980 ...
- 1980-1981  Donato De Cata
- 1981-1982  Elia Greco
- 1982-1999 ...
- 1999-2000  Alberto Arbitrio
- 2000-2001 Alberto Arbitrio , Livio Iannarone
- 2001-2002  Amerigo Ferrara
- 2002-2003 Amerigo Ferrara , Carmine Turco , Andrea Ciaramella
- 2003-2004  Francesco Tudisco
 Salvatore Campilongo
- 2004-2005  Bruno Mandragora
- 2005-2006 Antonio Negri , Carmelo Marinaccio , Roberto Carannante
- 2006-2007  Amerigo Ferrara
 Gianni Montanile
- 2009-2011  Gerardo Del Vecchio/Stanislao Bozzi
- 2011-2013  Gerardo Del Vecchio
- 2014-2015  Giovanni Montanile
 Mario Grasso
 Antonio Puzio
 Gerardo Del Vecchio
- 2015-2016  Carmelo Marinaccio 
 Massimiliano Della Paolera
 Agostino Spica
 Gerardo Palazzo
 Pasquale Catullo
- 2016-2017   Gerardo Del Vecchio
- 2017-2018   Mario Silvestro
- 2018-2019  Giovanni Arciuoli
 Gaetano Fasano
- 2019-2021  Gerardo Del Vecchio
- 2021-2022  Gerardo Natale
- 2022-2023  Dario Trancucci
- 2023-  Virginio Greco

## Palmarès

### Competizioni regionali
- Eccellenza: 1

2001-2002
- Promozione: 2

1980-1981, 1999-2000

### Altri piazzamenti
- Campionato Interregionale:

Terzo posto: 1983-1984 (girone H)
- Promozione:

Terzo posto: 2011-2012 (girone C), 2012-2013 (girone C)
- Terza categoria:

secondo posto (vittoria Play-Off) : 2022-2023

## Statistiche e record

### Partecipazione ai campionati
| Livello | Categoria                 | Partecipazioni | Debutto   | Ultima stagione | Totale |
| ------- | ------------------------- | -------------- | --------- | --------------- | ------ |
| 4º      | Promozione                | 3              | 1948-1949 | 1950-1951       | 3      |
| 5º      | Campionato Interregionale | 6              | 1981-1982 | 1986-1987       | 10     |
| 5º      | Serie D                   | 4              | 2002-2003 | 2005-2006       | 10     |